# Vellberg

Vellberg, Lageplan mit Schloss, Kornkasten, Torturm und Tore. Anders als die falsch eingezeichnete Windrose anzeigt, ist oben Osten.

Vellberg ist eine Stadt im Landkreis Schwäbisch Hall im fränkisch geprägten Nordosten Baden-Württembergs und ein staatlich anerkannter Erholungsort.

## Geographie

### Geographische Lage
Vellberg liegt in Luftlinie etwa elf Kilometer südsüdöstlich der Kreisstadt Schwäbisch Hall und etwa 15 Kilometer westsüdwestlich der Stadt Crailsheim an der Bühler. Naturräumlich gesehen hat die Stadt Anteil an der Hohenloher und Haller Ebene mit den Unterräumen Vellberger Bucht im Süden und Haller Ebene im Norden sowie an den Schwäbisch-Fränkischen Waldbergen mit den Unterräumen Burgberg-Vorhöhen und Speltachbucht im Osten und einem kleinen Zwickel der Limpurger Berge im Südwesten.

### Stadtgliederung
Zur Stadt Vellberg mit der ehemals selbstständigen Gemeinde Großaltdorf gehören neben Vellberg zwölf weitere Dörfer, Weiler, Höfe und Häuser.
Zur ehemaligen Gemeinde Großaltdorf gehören das Dorf Großaltdorf und die Weiler Kleinaltdorf und Lorenzenzimmern sowie die abgegangenen Ortschaften Regenheresweiler und Steffensbach.
Zur Stadt Vellberg im Gebietsstand vom 31. Dezember 1971 gehören die Stadt Vellberg, die Weiler Eschenau, Merkelbach, Schneckenweiler und Stöckenburg (Kirche und drei Wohnhäuser), ebenso der Gemeindeteil Talheim, die Höfe Hilpert (mit drei Wohnhäusern) und Rappolden (seit 1970 unbewohnt, seit 1986/87 steht nur noch eine Scheune) und die Häuser Dürrsching (Wohngebiet) und Hörgershof sowie die abgegangenen Ortschaften Birnbach und Hockenberg.

### Flächenaufteilung
Nach Daten des Statistischen Landesamtes, Stand 2014.

### Nachbargemeinden
Nachbarstädte und -gemeinden Vellbergs sind (im Uhrzeigersinn, beginnend im Norden): Ilshofen, Crailsheim, Frankenhardt, Obersontheim und Schwäbisch Hall. Alle gehören zum Landkreis Schwäbisch Hall.

## Geschichte
Die Familie von Vellberg wird in einer Urkunde vom 3. Mai 1102 mit Heinrich von Vellberg erstmals erwähnt. Im Jahre 1500 erteilte Kaiser Maximilian die Marktrechte für Vellberg und sechs Jahre später erhielt die Stadt das Stadtrecht zugesprochen.
1802 fiel Vellberg an Württemberg. Bei der Umsetzung der neuen Verwaltungsgliederung im Königreich Württemberg wurde die Stadt dem Oberamt Hall zugeordnet.
Am 21. Oktober 1901 gab es einen Stadtbrand, schon am 26. September 1902 einen zweiten, beide vermutlich aufgrund Brandstiftung.
Bei der Kreisreform während der NS-Zeit in Württemberg gelangte Vellberg 1938 zum Landkreis Schwäbisch Hall. 1945 geriet die Stadt in die amerikanische Besatzungszone und gehörte dann zum neu gegründeten Land Württemberg-Baden, das 1952 im jetzigen Bundesland Baden-Württemberg aufging.
Am 1. Januar 1972 wurde Großaltdorf nach Vellberg eingemeindet.

## Politik

### Gemeinderat
Der Gemeinderat in Vellberg umfasst 14 Personen, davon sind 2 Frauen. Er besteht aus den gewählten ehrenamtlichen Gemeinderäten und dem Bürgermeister als Vorsitzendem. Der Bürgermeister ist im Gemeinderat stimmberechtigt. Bei der Kommunalwahl am 9. Juni 2024 wurde der Gemeinderat durch Mehrheitswahl gewählt. Mehrheitswahl findet statt, wenn kein oder nur ein Wahlvorschlag eingereicht wurde. Die Bewerber mit den höchsten Stimmenzahlen sind dann gewählt. Die Wahlbeteiligung lag bei 63,34 %.

### Bürgermeister
Bürgermeister ist seit dem 1. Mai 2023 Jürgen Reichert. Er wurde bei der Bürgermeisterwahl am 12. März 2023 mit 53,3 Prozent der Stimmen gewählt. Er löste Ute Zoll ab, die ab 2010 amtierte und ihr Amt Ende April 2023 vorzeitig niederlegte. Zoll wiederum folgte Manfred Walter nach, der von 1986 bis 2010 amtierte.

### Wappen
Die Blasonierung des Wappens lautet: „In Blau unter einem goldenen rechten Obereck ein silberner Adlerflügel.“

## Kultur und Sehenswürdigkeiten

### Bauwerke
Zu den historischen Bauwerken der Stadt zählen das Untere Schloss, der Kanzleiturm, der Museumsgasthof Ochsen, die ehemalige Zehntscheune, der Marktbrunnen, der Sixische Turm, das Natur- und Heimatmuseum, Hermann-Frank-Weg 1, das Fachwerkhaus Fiebich sowie der Torturm, Pulverturm und der Kraftturm, das Ganerbenhaus „Kammerer“, der ehemalige Geschützturm und Pömpelestor, das untere Zwingertor, der Kanonenturm, die Bastion, das alte Waschhaus, die alte Kaserne, das obere Schloss, das alte Amtshaus, die Stöckenburg mit Pfarrkirche St. Martin. Andere Sakralbauten sind die nach dem Krieg wieder aufgebaute Bartholomäuskirche im Ortsteil Großaltdorf sowie die Laurentiuskirche im Ortsteil Lorenzenzimmern.

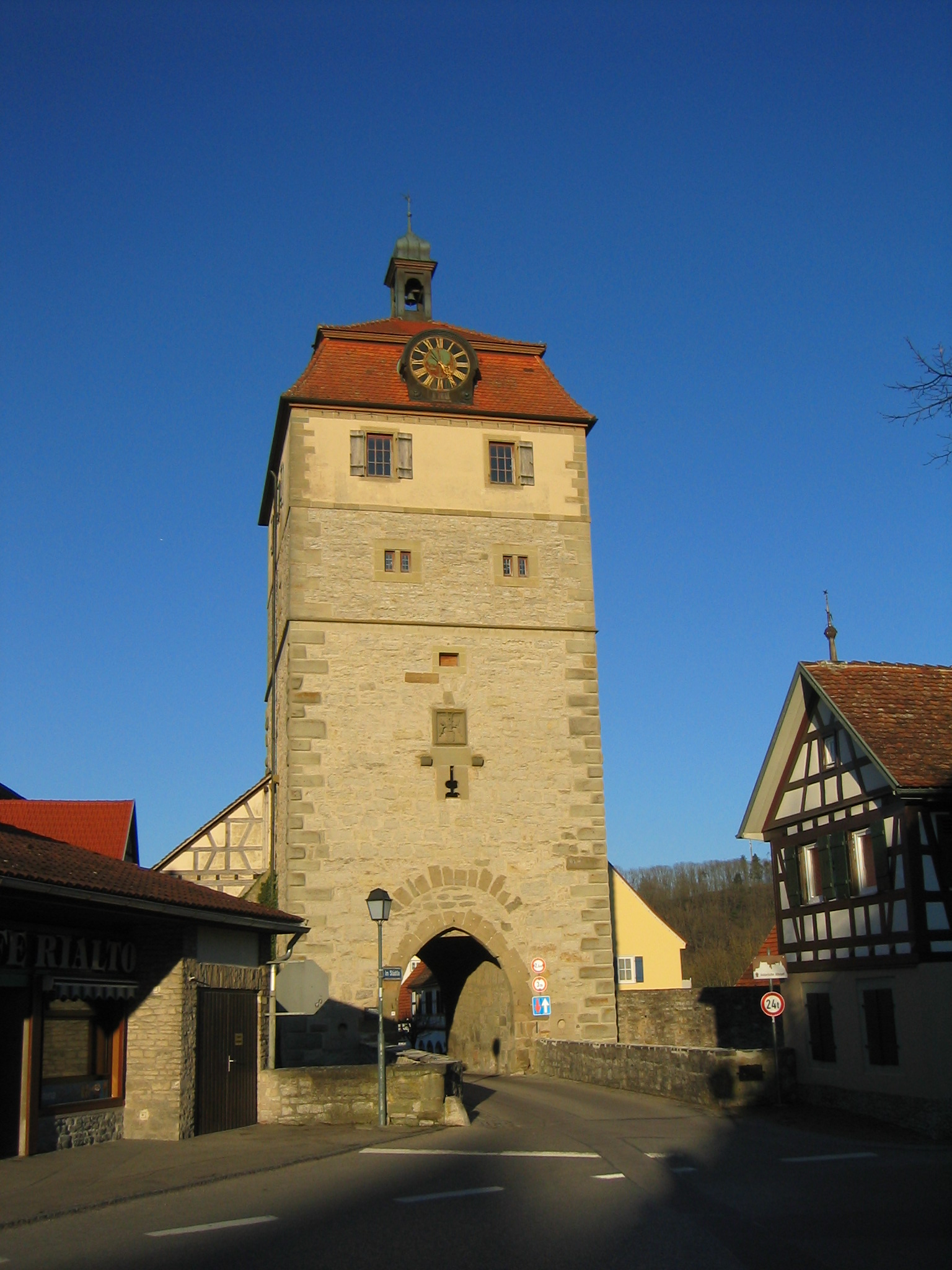
Torturm
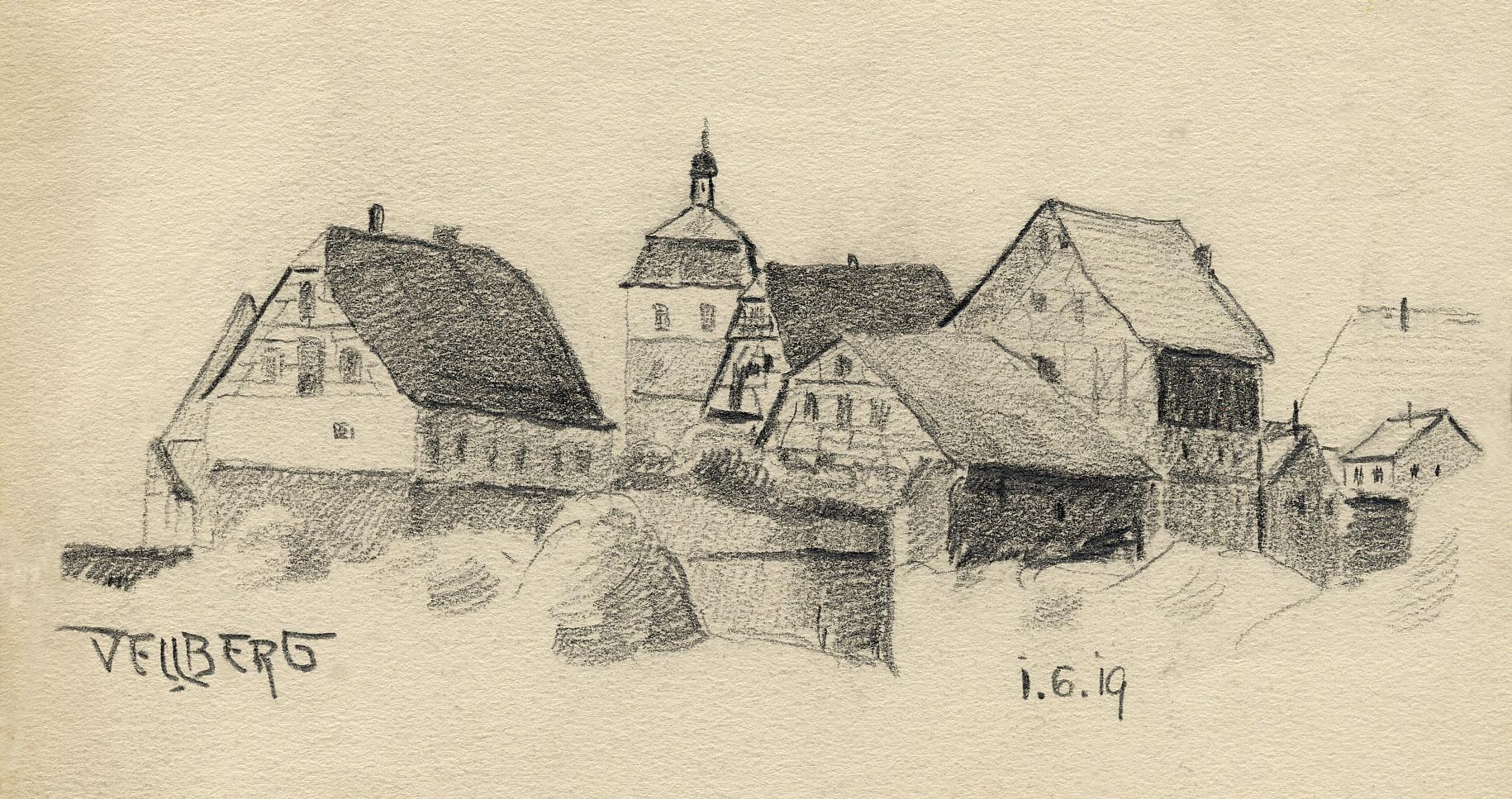
Bleistiftskizze mit Torturm, Amtshaus usw. Von Osten nach der Wirklichkeit gezeichnet am Sonntag 1. Juni 1919 von Adolf Mannschreck
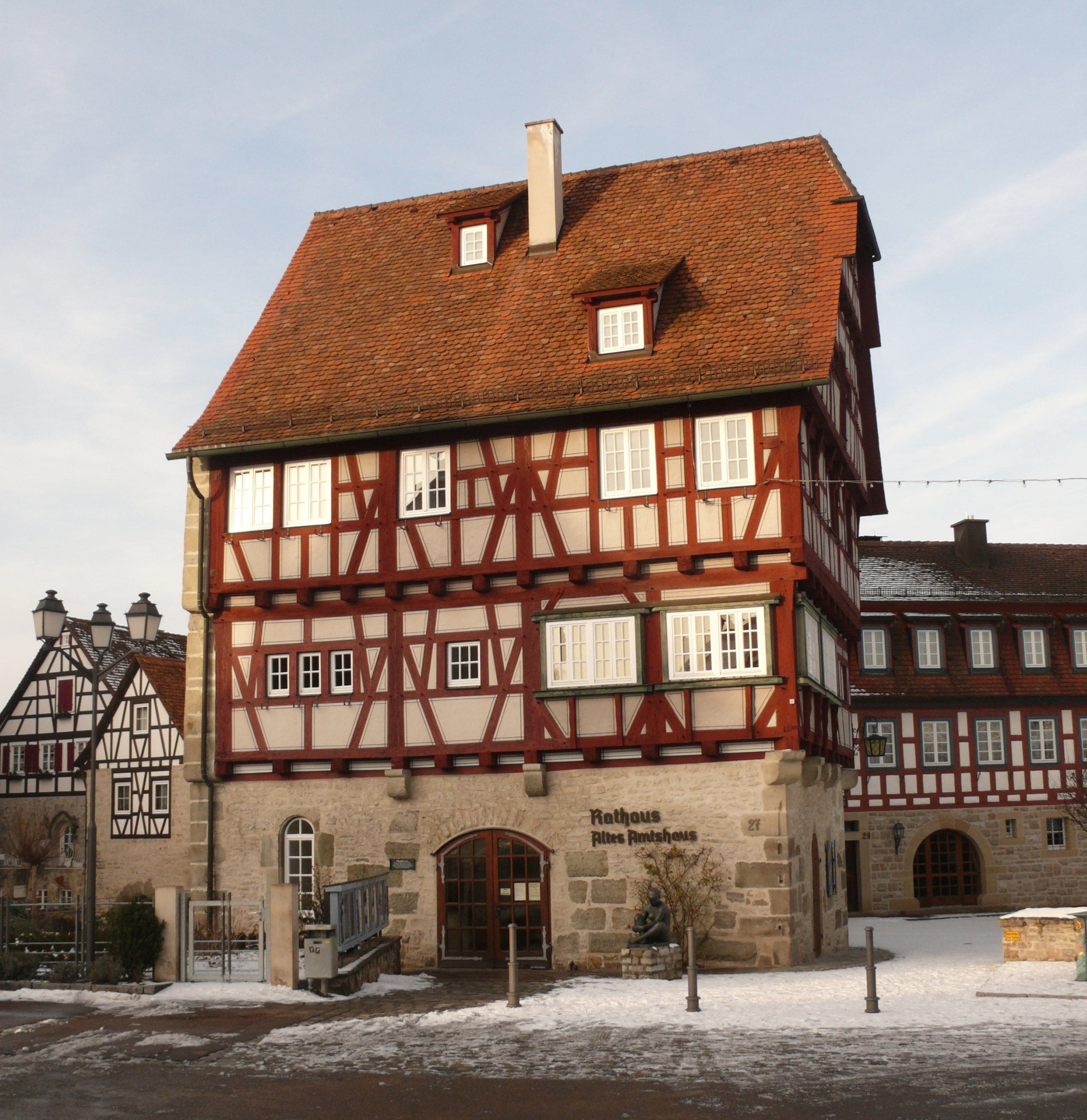
Amtshaus
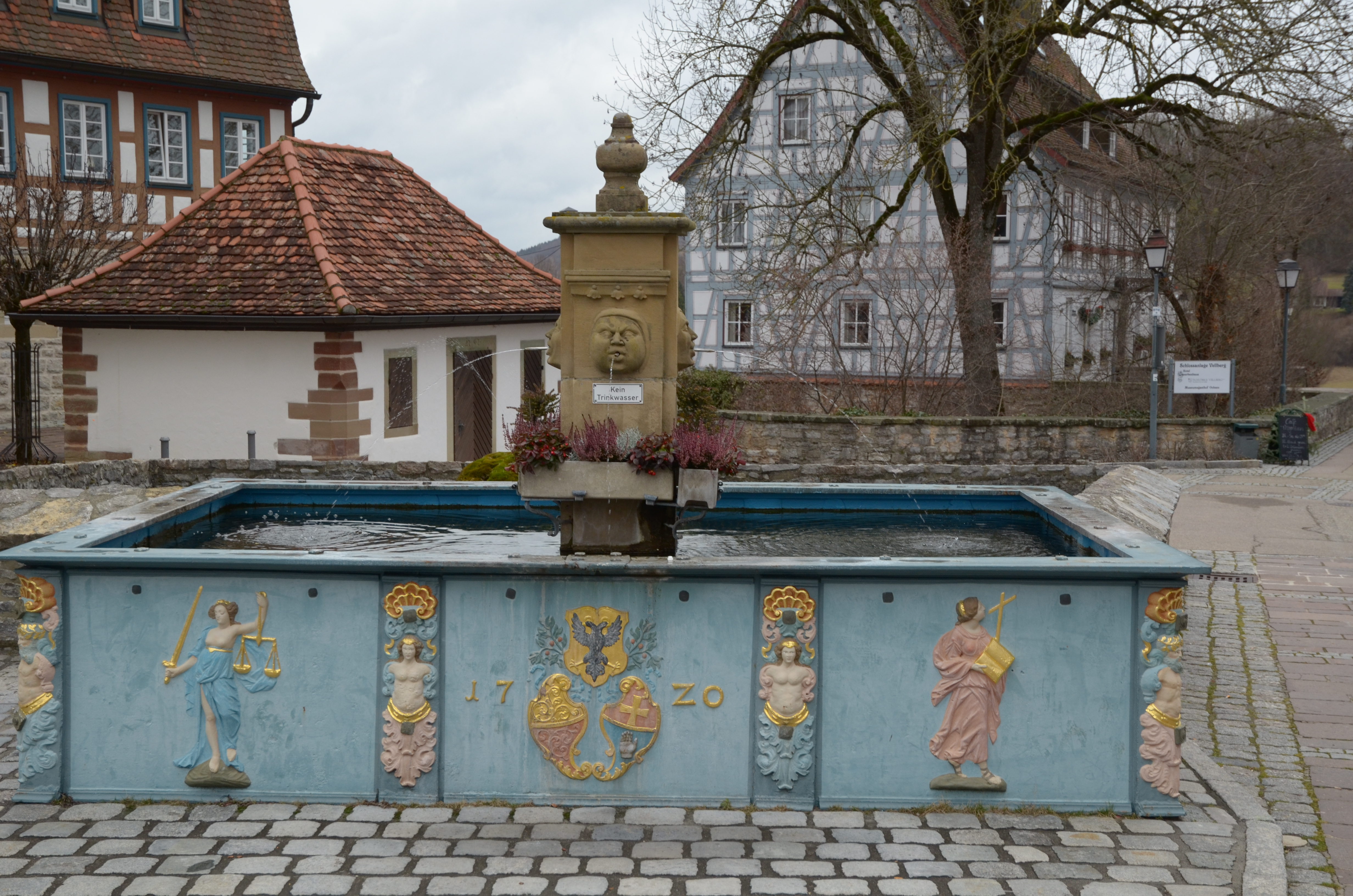
Marktbrunnen
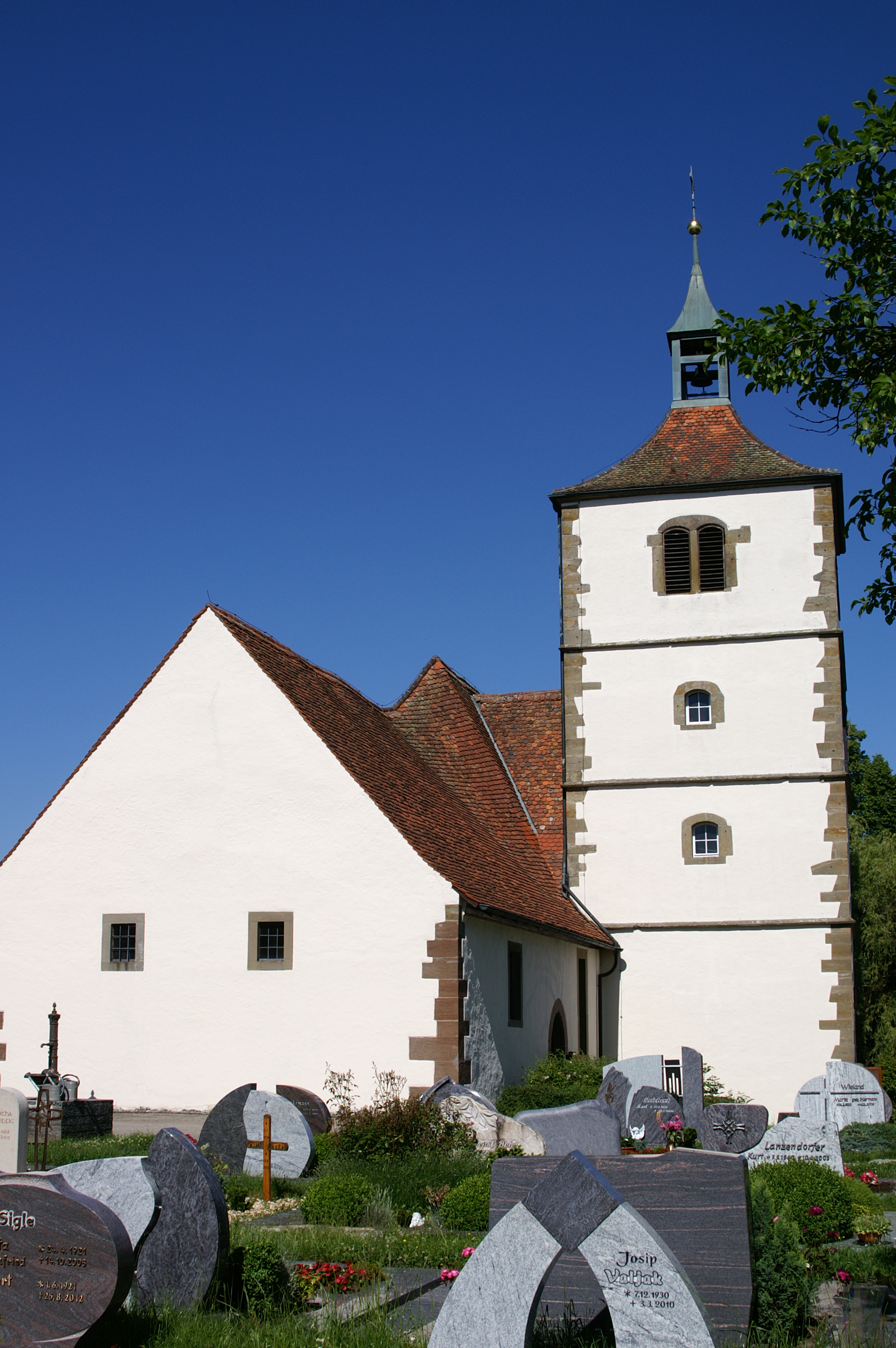
St.-Martins-Kirche im Ortsteil Stöckenburg
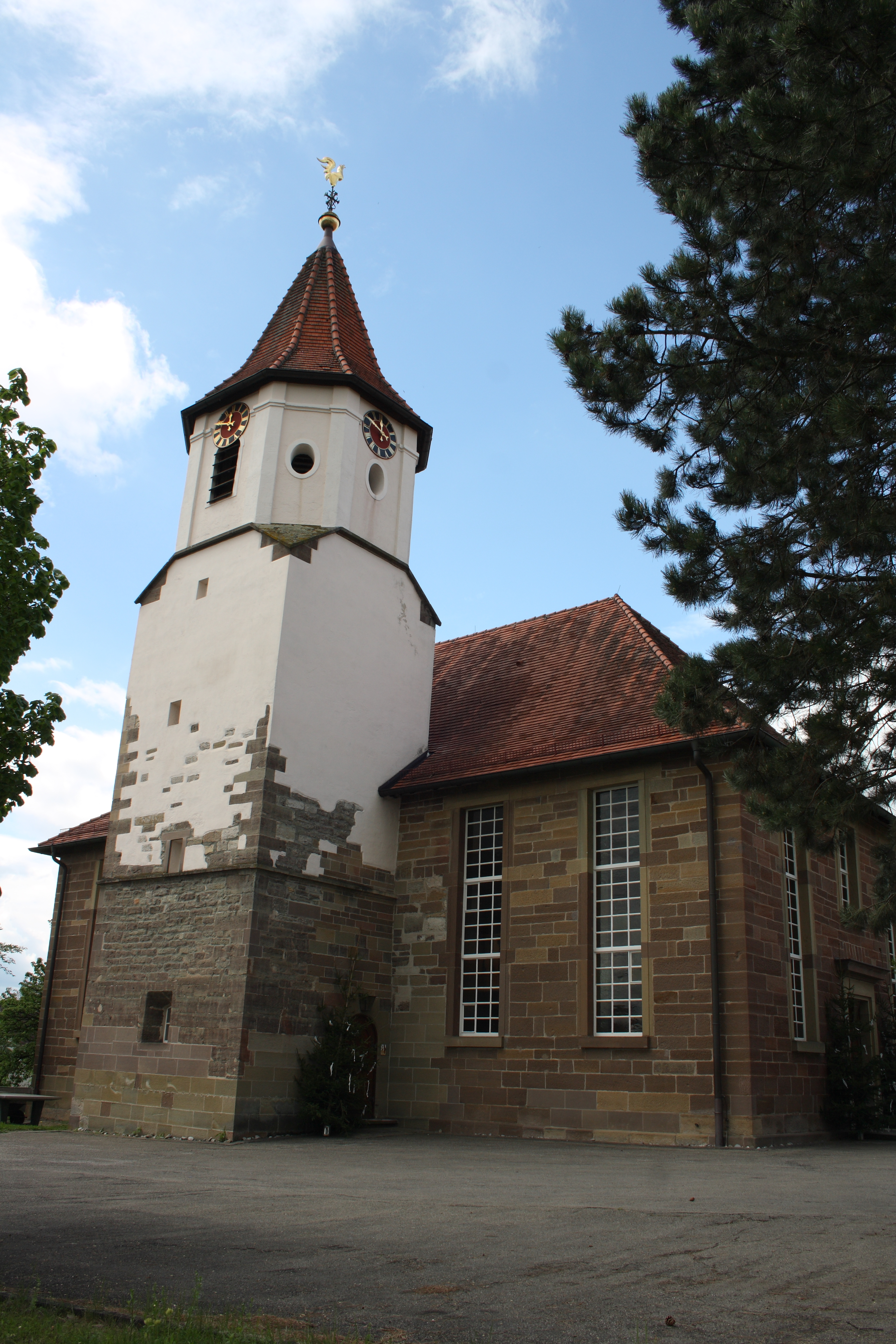
Bartholomäuskirche im Ortsteil Großaltdorf
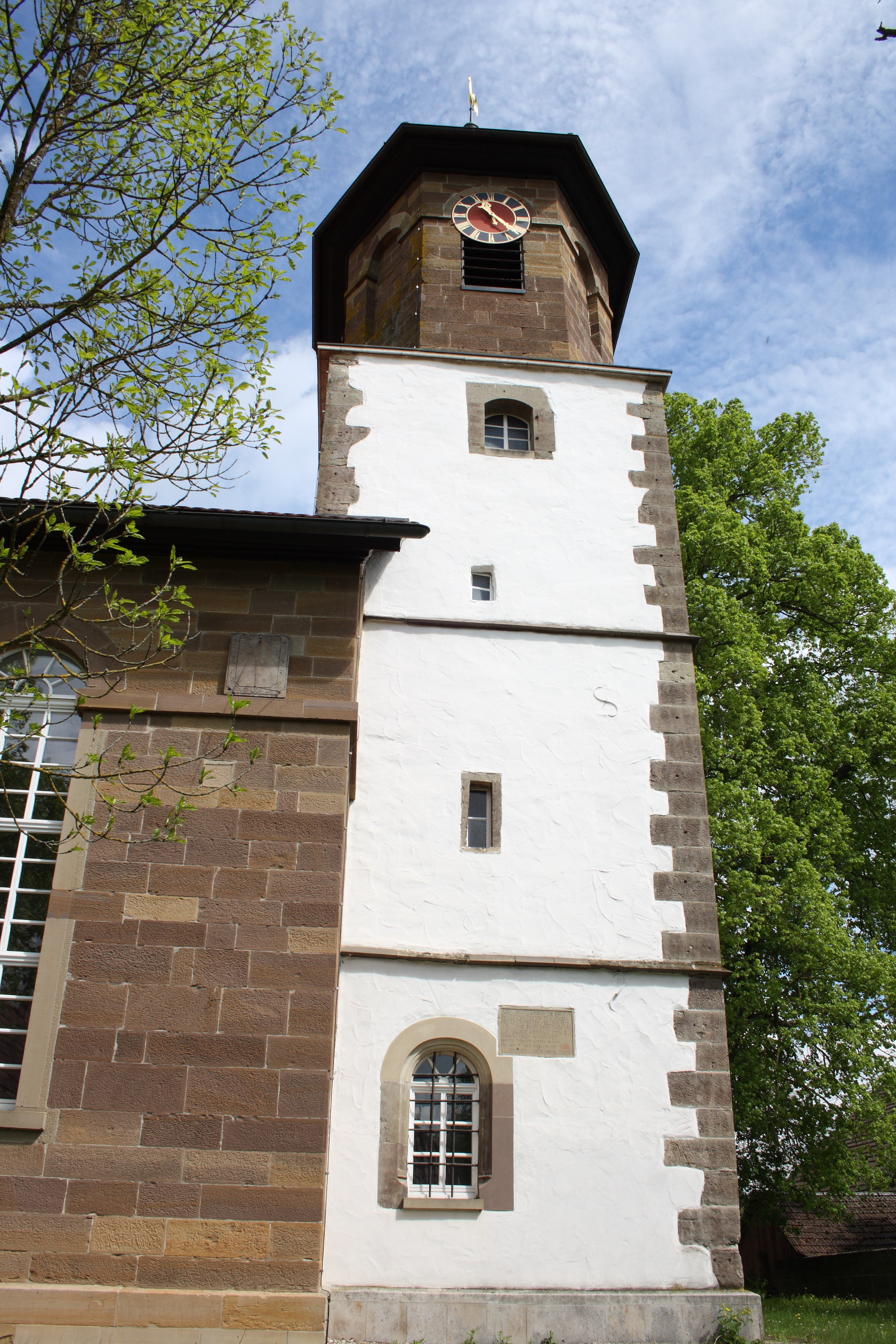
Laurentiuskirche im Ortsteil Lorenzenzimmern
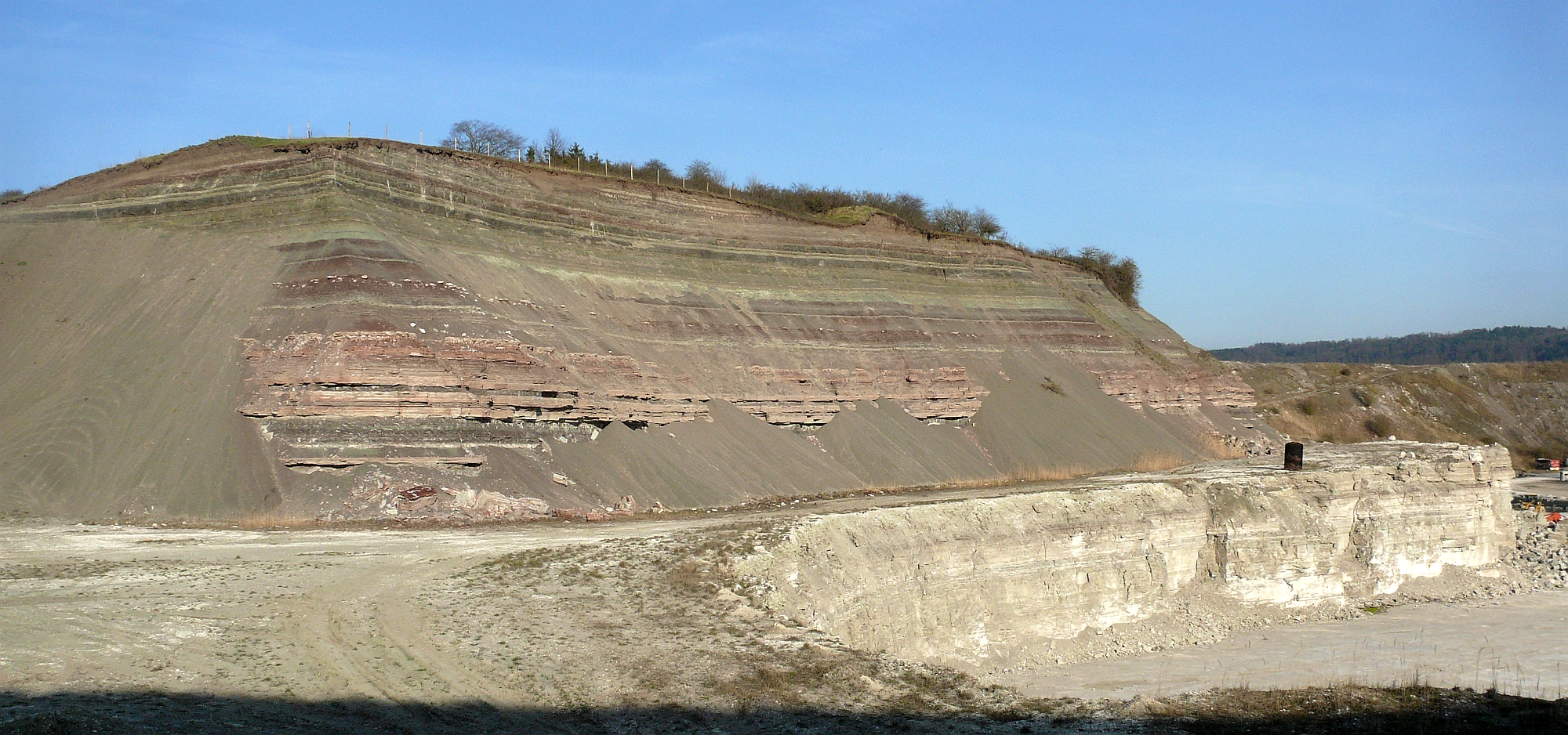
Gipssteinbruch am Äulesberg

### Museen
Im Stadtgraben befindet sich das Heimatmuseum (im Winter geschlossen).

### Regelmäßige Veranstaltungen
- Jährlich am ersten Juliwochenende wird das Weinbrunnenfest gefeiert.
- Am zweiten Dezemberwochenende wird der Christkindlesmarkt abgehalten.
- Jährlich findet ein Mittelaltermarkt statt.

### Vereine
In Vellberg gibt es ein reges Vereinsleben. Neben dem Altenpflegeverein Vellberg gibt es den Andechser Kultur- und Sportclub Vellberg, Fanfarenzug Vellberg, den Fischereiverein Vellberg, die Freiwillige Feuerwehr Vellberg (mit Jugendfeuerwehr), die Gesangvereine Vellberg und Talheim, die Hohenloher Hundefreunde Vellberg, den Kulturkreis Vellberg, den Landfrauenverein Vellberg, den Posaunenchor Stöckenburg, den Posaunenchor Vellberg, die Stadtkapelle Vellberg, den Turn- und Sportverein Vellberg und den Vellberger Tennisclub.

### Bildung
Die Grundschule Vellberg unterrichtet ihre Schüler im Schuljahr 2019/2020 durch alle 4 Grundschuljahrgänge zweizügig. Es wird sowohl Mittagessen gegen Bezahlung als auch Ganztagesbetreuung angeboten. Ein Freundeskreis unterstützt die Schule ideell und finanziell bei ihrer pädagogischen Arbeit.
Im Rahmen des Nachbarschaftsschulverbandes (NSV) Ilshofener Ebene ist die Stadt Vellberg seit 1998 an der Realschule und der Maria-Montessori-Schule in Ilshofen beteiligt.

### Ritter zum krummen Balken
Dieser Orden wurde vom Kulturkreis Vellberg e. V. unter dem Leitspruch „Die Geschichte der Lüge ist so alt wie die Geschichte der Wahrheit, denn ohne Lüge gibt es keine Wahrheit“ u. a. an Gerhard Raff, Manfred Rommel, Reinhold Würth und Hellmuth Karasek verliehen.

## Söhne und Töchter der Stadt
- August Halm (1869–1929), Komponist und Musikpädagoge, geboren im Teilort Großaltdorf
- Siegfried Heier (* 1946), Ingenieur, Hochschullehrer und Fachautor